# Ormosia longicornis
Ormosia longicornis är en tvåvingeart som beskrevs av Evgenyi Nikolayevich Savchenko 1980. Ormosia longicornis ingår i släktet Ormosia och familjen småharkrankar. Inga underarter finns listade i Catalogue of Life.